# 2019 FNSうたの夏まつり
『2019 FNSうたの夏まつり』（2019 エフエヌエスうたのなつまつり）は、フジテレビ系列で2019年7月24日 19:00 - 23:28（JST）に生放送された通算8回目の『FNSうたの夏まつり』である。

## 概要
7月24日に生放送されることが6月21日にフジテレビの番組ホームページで発表された。
本年も前年に引き続き、「夏に聴きたい名曲」を番組テーマに出演アーティスト同士の夢のコラボレーションをはじめ、夏ならではのさまざまなスペシャル企画が行われた。
平均視聴率は11.5%で、前年より下回った（ビデオリサーチ調べ、関東地区・世帯・リアルタイム）。また、瞬間最高視聴率はスペシャル企画「ディズニー映画メドレー」で中村倫也&木下晴香が『アラジン』の「ホール・ニュー・ワールド」を披露するシーンなど（20:53・20:54・20:58）で、15.0%だった（ビデオリサーチ調べ、関東地区・世帯・リアルタイム）。
令和最初の『FNSうたの夏まつり』であり、翌年から『FNS歌謡祭 夏』に改題して放送される為、『FNSうたの夏まつり』としては最後の放送となった。また、この年の『FNS歌謡祭』から司会が相葉雅紀・永島優美に交代し、尚且つ翌年の『FNS歌謡祭 夏』の司会も担当することに伴い、2015年から5年連続で担当してきた森高千里・渡部建が務める『FNSうたの夏まつり』の司会もこの年が最後となった。

## 当日のステージ
今回のステージの最多出演者は、宝塚歌劇団 雪組の望海風斗と浜崎あゆみであり、それぞれ4曲に参加している。
今回は、全68曲中17曲がコラボレーション（共演）で披露された。
番組序盤では、今年デビュー45周年を迎えたTHE ALFEEと来年デビュー35周年を迎えるTUBEがそれぞれ他の出演アーティストとのコラボレーションでスペシャルメドレーを披露した。番組のオープニング前に行われた。
番組前半では、劇団四季がキャッツ・シアターから『キャッツ』のスペシャルメドレーを披露した。また、元キャンディーズの伊藤蘭がグループ解散以来となる約41年ぶりに音楽番組に出演して「年下の男の子」をIZ*ONEの宮脇咲良・矢吹奈子とのコラボレーションで披露した。さらに、司会の森高千里はジャニーズWESTやLittle Glee Monsterとのそれぞれとのコラボレーションで3曲のスペシャルメドレーを披露した。
番組中盤では、昨年に引き続き「ディズニー映画メドレー」として『ピノキオ』『塔の上のラプンツェル』『美女と野獣』『ライオン・キング』『パイレーツ・オブ・カリビアン』『トイ・ストーリー4』『アラジン』といったディズニー作品の主題歌や挿入歌を複数の出演アーティストのカバー・コラボレーションによるメドレーで披露された。また、ミッキーマウスとディズニーの仲間たちが出演してFNS限定のスペシャルパフォーマンスを披露した。
番組後半では、今年デビュー20周年を迎える嵐が「A・RA・SHI」と「果てない空」の2曲をそれぞれFNS限定のスペシャルパフォーマンスで披露した。尚、デビュー20周年を記念した嵐とフジテレビの軌跡として嵐のフジテレビの番組出演の歴史を振り返った。また、DA PUMPと宝塚歌劇団 雪組の衝撃コラボレーションで「U.S.A.」を披露した。さらに、坂道シリーズ（乃木坂46/欅坂46/日向坂46/吉本坂46）の全グループが一堂に会して初めて共演 し、それぞれのグループの代表曲の4曲のスペシャルメドレーを披露した。他では、AKB48が最新曲「サステナブル」を音源初解禁と共に発売前にテレビ初披露されたり、こちらも昨年に引き続き「ミュージカル名作メドレー」として『レ・ミゼラブル』『ミス・サイゴン』『PIPPIN』『シスター・アクト〜天使にラブ・ソングを〜』といった各ミュージカル作品の主題歌や挿入歌を複数の出演アーティストが出演している舞台のキャストによるメドレーで披露された。
番組終盤では、WANIMAが映画『ONE PIECE STAMPEDE』の主題歌、三浦春馬がドラマ『TWO WEEKS』の主題歌、KinKi Kidsが名曲スペシャルメドレー、デビュー5周年を迎えたジャニーズWEST・デビュー15周年を迎えた木村カエラ・デビュー20周年を迎えた倉木麻衣がFNS限定のスペシャルパフォーマンス、浜崎あゆみがサマーソングメドレーがそれぞれ披露された。
尚、番組全体は生放送だが、一部の出演アーティストのパフォーマンスやスペシャル企画は事前収録で放送された。
ジャニーズ事務所からはKinKi Kids、嵐、Hey! Say! JUMP、Kis-My-Ft2、ジャニーズWEST、SixTONESの6組が出演しており、SixTONESは『FNSうたの夏まつり』に初出演となった。
今回は、ジャニーズ事務所のSixTONESを含め、IZ*ONE、相葉裕樹、伊藤蘭、伊礼彼方、海宝直人、木下晴香、倉木麻衣、GLAY、劇団四季、佐藤隆紀、ダイアモンド✡ユカイ、宝塚歌劇団 雪組、東方神起、中村倫也、日向坂46、ブラスト!：ミュージック・オブ・ディズニー 2019、三浦宏規、三浦春馬、ミッキーマウスとディズニーの仲間たち、森公美子、吉本坂46、WANIMA の23組のアーティストが『FNSうたの夏まつり』に初出演した。
木村カエラは2014年以来の5年ぶり、TUBEは2015年以来の4年ぶり、嵐・Kis-My-Ft2・KinKi Kids・欅坂46・柴咲コウ・ジャニーズWESTは2016年以来の3年ぶりの『FNSうたの夏まつり』の出演となった。
トップバッターは、TUBEとE-girlsがそれぞれ初めて担当して両者の共演で「THE ALFEE&TUBE 名曲スペシャルメドレー」の最初の曲として「あー夏休み」を披露した。
大トリは、もう一つのスペシャル企画で昨年に引き続き「後世に歌い継ぎたい日本の名曲」として総勢10組の出演アーティスト（下記参照）が担当して今年で没後30年を迎えた美空ひばりの名曲「愛燦燦」を披露した。

### スペシャル企画
トップアスリートの背中を押した名曲
- 今回の番組の放送日の7月24日が『2020年東京オリンピック』までちょうど1年(2019年当時)ということを記念して、日本を代表するトップアスリート8人がそれぞれ厳しい戦いの中で自分自身の背中を押した名曲を、トップアスリートの知られざるエピソードと共に名曲を紹介したり、自身の思い出や楽曲の魅力を語った。また、各アーティストが出演しているフジテレビの音楽番組・ライブコンサート・ミュージックビデオといった貴重な秘蔵映像VTRと共に振り返った。

## 出演者

### 司会
- 森高千里
- 渡部建（アンジャッシュ）
- 加藤綾子（フリーアナウンサー）[注 8]

### 出演アーティスト
- IZ*ONE
- 嵐
- E-girls
- 伊藤蘭
- AKB48
- 海宝直人
- Kis-My-Ft2
- 木村カエラ
- KinKi Kids[注 9]
- 倉木麻衣
- GLAY
- 劇団四季
- 欅坂46
- 昆夏美
- 三代目 J SOUL BROTHERS from EXILE TRIBE
- THE ALFEE
- GENERATIONS from EXILE TRIBE
- 柴咲コウ
- ジャニーズWEST[注 10]
- 城田優
- SixTONES/ジャニーズJr.
- ダイアモンド✡ユカイ
- 宝塚歌劇団 雪組
- DA PUMP
- TUBE
- 『天使にラブ・ソングを〜シスター・アクト〜』カンパニー（森公美子・屋比久知奈）
- 東方神起
- 德永英明
- 中村倫也&木下晴香
- 新妻聖子
- 乃木坂46
- 浜崎あゆみ
- 日向坂46
- ブラスト!：ミュージック・オブ・ディズニー 2019
- Hey! Say! JUMP
- 三浦大知
- 三浦春馬
- ミッキーマウスとディズニーの仲間たち
- 森高千里
- 山崎育三郎
- 吉本坂46
- Little Glee Monster
- 『レ・ミゼラブル』カンパニー（佐藤隆紀・伊礼彼方・斎藤司・森公美子・三浦宏規・生田絵梨花・屋比久知奈・相葉裕樹）
- WANIMA

### コメントゲスト（トップアスリートの背中を押した名曲）
- 井上尚弥
- 大迫勇也
- 澤穂希
- 髙橋大輔
- 武豊
- 福原愛
- 松本薫
- 吉田沙保里

### その他
- 伊藤利尋（フジテレビアナウンサー） - 嵐の出演時の際に森高・渡部に代理で司会を担当。

### 音楽・演奏
- 武部聡志音楽団

音楽監督&Pf.：武部聡志／演奏：Dr. 村石雅行、Ba. 浜崎賢太、Gt. 鳥山雄司・遠山哲朗、Key. 清水俊也、Cho. 今井マサキ・加藤いづみ・佐々木詩織、Strings. 今野均ストリングス、Brass. 竹上良成ホーンズ

## セットリスト
| 順番 | アーティスト                                                                                           | 楽曲                                                                |
| ---- | --- | ------------------------------------------------------------------- |
| 1    | TUBE×E-girls                                                                                           | あー夏休み (1990/TUBE)                                              |
| 2    | THE ALFEE×KinKi Kids                                                                                   | メリーアン (1983/ALFEE)                                             |
| 3    | TUBE×AKB48                                                                                             | シーズン・イン・ザ・サン (1989/TUBE)                                |
| 4    | THE ALFEE×TUBE                                                                                         | 星空のディスタンス (1984/ALFEE)                                     |
| 5    | 劇団四季                                                                                               | オーヴァーチュア (1983/キャッツキャスト)                            |
| 6    | 劇団四季                                                                                               | ジェリクルソング (1983/キャッツキャスト)                            |
| 7    | 劇団四季                                                                                               | メモリー (1983/キャッツキャスト)                                    |
| 8    | 山崎育三郎                                                                                             | お祭りマンボ (1952/美空ひばり)                                      |
| 9    | 德永英明×三浦大知                                                                                      | 輝きながら… (1987/德永英明)                                         |
| 10   | 伊藤蘭×宮脇咲良・矢吹奈子(IZ*ONE)                                                                      | 年下の男の子 (1975/キャンディーズ)                                  |
| 11   | 伊藤蘭                                                                                                 | 女なら                                                              |
| 12   | SixTONES                                                                                               | JAPONICA STYLE (2018)                                               |
| 13   | IZ*ONE                                                                                                 | 好きになっちゃうだろう? (2018)                                      |
| 14   | 森高千里×ジャニーズWEST                                                                                | ロックン・オムレツ (1994/森高千里)                                  |
| 15   | 森高千里×Little Glee Monster                                                                           | 素敵な誕生日 (1994/森高千里)                                        |
| 16   | 森高千里                                                                                               | 私がオバさんになっても (1992)                                       |
| 17   | 三代目 J SOUL BROTHERS                                                                                 | 花火 (2012/三代目 J Soul Brothers)                                  |
| 18   | GLAY                                                                                                   | サバイバル (1999)                                                   |
| 19   | 東方神起×日向坂46                                                                                      | Hot Hot Hot (東方神起)                                              |
| 20   | DA PUMP                                                                                                | P.A.R.T.Y. 〜ユニバース・フェスティバル〜                           |
| 21   | GENERATIONS                                                                                            | 花 (2004/ORANGE RANGE)                                              |
| 22   | 柴咲コウ                                                                                               | The silhouette                                                      |
| 23   | E-girls                                                                                                | シンデレラフィット                                                  |
| 24   | 望海風斗(宝塚歌劇団 雪組)                                                                              | 星に願いを (1940/ジミニー・クリケット)                              |
| 25   | 真彩希帆(宝塚歌劇団 雪組)×新妻聖子                                                                     | 輝く未来 (2010/マンディ・ムーア、ザッカリー・リーヴァイ)            |
| 26   | 宝塚歌劇団 雪組                                                                                        | 美女と野獣 (1991/セリーヌ・ディオン&ピーボ・ブライソン)             |
| 27   | 京本大我(SixTONES)×昆夏美                                                                              | 愛を感じて (1994/エルトン・ジョン)                                  |
| 28   | ブラスト!：ミュージック・オブ・ディズニー 2019                                                         | 彼こそが海賊 (2003/クラウス・バデルト)                              |
| 29   | ダイアモンド✡ユカイ                                                                                    | 君はともだち (1995/ランディ・ニューマン)                            |
| 30   | 中村倫也&木下晴香                                                                                      | ホール・ニュー・ワールド (1992/ピーボ・ブライソン&レジーナ・ベル)   |
| 31   | ディズニーの仲間たち×乃木坂46                                                                          | ジャンボリミッキー! (ディズニーソング)                              |
| 32   | ディズニーの仲間たち×Hey! Say! JUMP                                                                    | 小さな世界 (1964/ディズニーソング)                                  |
| 33   | 嵐 | A・RA・SHI (1999)                                                   |
| 34   | DA PUMP×宝塚歌劇団 雪組                                                                                | U.S.A. (2018/DA PUMP)                                               |
| 35   | 乃木坂46                                                                                               | Sing Out!                                                           |
| 36   | 欅坂46                                                                                                 | 風に吹かれても (2017)                                               |
| 37   | 日向坂46                                                                                               | ドレミソラシド                                                      |
| 38   | 吉本坂46                                                                                               | 今夜はええやん                                                      |
| 39   | Kis-My-Ft2                                                                                             | SHE! HER! HER! (2012)                                               |
| 40   | Kis-My-Ft2                                                                                             | HANDS UP                                                            |
| 41   | 三代目 J SOUL BROTHERS                                                                                 | Yes we are                                                          |
| 42   | AKB48                                                                                                  | サステナブル                                                        |
| 43   | 柴咲コウ                                                                                               | かたち あるもの (2004)                                              |
| 44   | 東方神起                                                                                               | Why? (Keep Your Head Down) (2011)                                   |
| 45   | 嵐 | 果てない空 (2010)                                                   |
| 46   | レ・ミゼラブルカンパニー                                                                               | 宿屋の主人の歌 (1987/レ・ミゼラブルキャスト)                        |
| 47   | レ・ミゼラブルカンパニー                                                                               | ワン・デイ・モア (1987/レ・ミゼラブルキャスト)                      |
| 48   | 昆夏美×海宝直人                                                                                        | 世界が終わる夜のように (1989/クリス、キム)                          |
| 49   | 城田優                                                                                                 | Corner of the Sky (ピピンキャスト)                                  |
| 50   | 天使にラブ・ソングを〜シスター・アクト〜カンパニー                                                     | Raise Your Voice (天使にラブ・ソングを〜シスター・アクト〜キャスト) |
| 51   | 望海風斗(宝塚歌劇団 雪組)×山崎育三郎                                                                   | 闇が広がる (エリザベートキャスト)                                   |
| 52   | WANIMA                                                                                                 | GONG                                                                |
| 53   | 三浦春馬                                                                                               | Fight for your heart                                                |
| 54   | KinKi Kids                                                                                             | 愛されるより 愛したい (1997)                                        |
| 55   | KinKi Kids                                                                                             | ボクの背中には羽根がある (2001)                                     |
| 56   | Little Glee Monster                                                                                    | Classic                                                             |
| 57   | ジャニーズWEST                                                                                         | ええじゃないか (2014)                                               |
| 58   | 木村カエラ                                                                                             | Butterfly (2009)                                                    |
| 59   | 倉木麻衣                                                                                               | Feel fine! (2002)                                                   |
| 60   | Hey! Say! JUMP                                                                                         | Lucky-Unlucky                                                       |
| 61   | 浜崎あゆみ                                                                                             | You & Me (2012)                                                     |
| 62   | 浜崎あゆみ                                                                                             | glitter (2007)                                                      |
| 63   | 浜崎あゆみ                                                                                             | Sunset 〜LOVE is ALL〜 (2009)                                       |
| 64   | 浜崎あゆみ                                                                                             | BLUE BIRD (2006)                                                    |
| 65   | GLAY                                                                                                   | JUST FINE                                                           |
| 66   | GENERATIONS                                                                                            | Brand New Story                                                     |
| 67   | 三浦大知                                                                                               | 片隅                                                                |
| 68   | IZ*ONE・AKB48・海宝直人・倉木麻衣・欅坂46・ 斎藤司・GENERATIONS・城田優・三浦大知・Little Glee Monster | 愛燦燦 (1986/美空ひばり)                                            |

### VTR（トップアスリートの背中を押した名曲）
- 福原愛 - 安室奈美恵「Get Myself Back」(2010)
- 松本薫 - MONGOL800「小さな恋のうた」(2001)
- 髙橋大輔 - AI「ウツクシキモノ」(2012)
- 武豊 - 北島三郎「まつり」(1984)
- 大迫勇也 - ウカスカジー「勝利の笑みを 君と」(2014)
- 井上尚弥 - スピッツ「空も飛べるはず」(1994)
- 吉田沙保里 - NEWS「フルスイング」(2012)
- 澤穂希 - Mr.Children「GIFT」(2008)

## スタッフ
- 音楽監督：武部聡志
- 美術プロデューサー：三竹寛典
- デザイン：鈴木賢太
- デザイン助手：西出光豊
- アートコーディネーター：西嶋友里、鈴木あみ、石田博己
- 大道具：浅見大、井田正也、畠山茂
- アクリル装飾：斉藤祐介、川満貴志
- アートフレーム：石井智之、高橋大智
- 電飾：白鳥雄一、久光義紀、下地邦弥、佐藤徹、後藤佑介、川西紘平
- 装飾：門間誠
- ファイバーワーク：西村怜子
- プラントプランナー：後藤健
- 視覚効果：鈴木希望
- メイク：山田かつら
- LED：齋藤淳之介、戸高睦治
- 楽器：島津哲也
- CG：古畑資展、岩瀬直孝、渡辺之雄
- TD／SW：米山和孝
- SW：馬場義土、斉藤伸介
- カメラ：片野裕史、藤枝直人
- 音声：太田宗孝、吉永哲也
- VE：米田祐基、杉本雄亮
- 照明プロデューサー：植松晃一
- 照明デザイン：大野遥平、朝倉康之、西野大介、宗像徹馬、松田和樹、内山晶裕
- PA：松田勝治、山崎源太、本田一智、白鳥慎一郎、渡眞利泰樹
- 技術CG：西野孝夫
- クレーン：明光セレクト、ロケット
- 音楽コーディネート：大滝拓見、西村信乃
- 振付：赤沼秀実
- 編成：長嶋大介
- 広報：木場晴香
- ホームページ担当：城増美、渋沢恵
- テロップ送出：瀬井貴之、宮下幸恵
- 音響効果：中田圭三、温水義成、野呂楓子
- 編集：小島嘉隆、坂本貴志
- MA：藤井啓介
- 場内管理：坂井伸治
- 運営：椎名貴一
- TK：平野美紀子、高木美紀、江野澤郁子
- デスク：富張明子
- 協力：ハーフトーンミュージック、ディズニー・デラックス
- 写真協力：渡辺プロダクション
- 美術協力：フジアール、チトセアート、ナカムラ綜美、エスケイシステム、テルミック、興進電化、コマデン、テレフィット、ファイバーワーク、野沢園、東京特殊効果、東京チューブ
- 技術協力：fmt、共同テレビジョン、サンフォニックス、放映サービス、共立、田中電設、ニューテレス、4-Legs、ピーシーライツ、富士ライト商事、MTプランニング、digidelic
- 制作：太田一平
- エグゼクティブプロデューサー：石田弘
- 構成：山内浩嗣
- 制作進行：早川和希
- 編集ディレクター：黒岩栄治、後藤悠樹、松本絵理、吉本裕亮
- 送出ディレクター：塩谷亮、志賀一寿、相場優衣子
- フロアディレクター：大野悟、樋川優美、渡辺由貴、松舘ちひろ、望月浩平
- ディレクター：島田和正、松永健太郎
- 演出：浜崎綾
- プロデューサー：土田芳美、宇賀神裕子、後藤夏美、中村峰子、加藤万貴、湯瀬恵理子、岩田恵、金井由紀子
- チーフプロデューサー：三浦淳
- 制作：フジテレビ編成制作局制作センター第二制作室
- 制作著作：フジテレビ

## 関連番組
- Love music

当番組の司会である森高・渡部がMCを務める音楽番組。